# A Barba-Azul
A Barba-Azul é uma telenovela brasileira produzida e exibida às 19h00 pela extinta Rede Tupi, entre 1 de julho de 1974 a 15 de fevereiro de 1975, substituindo As Divinas... e Maravilhosas e sendo substituída por Meu Rico Português no horário.
Foi escrita por Ivani Ribeiro e dirigida por Antônio de Moura Mattos e Henrique Martins. Foi a primeira telenovela em cores do horário das 19h da emissora.
Conta com Eva Wilma, Carlos Zara, Newton Prado, Nádia Lippi, Elizabeth Hartmann, Luiz Carlos de Moraes, Kate Hansen e Jussara Freire nos papéis principais.
Dos 196 capítulos originariamente exibidos, apenas 7 foram preservados, estando atualmente sob a guarda da Cinemateca Brasileira.

## Sinopse
Apesar de já ter ficado noiva sete vezes, Jô Penteado, sempre fica viúva de seus pretendentes pouco antes do casamento, o que lhe rende o apelido de "Barba Azul" – em referência ao conto do conde cujas esposas sempre morriam depois de casar. Jô embarca numa excursão escolar à Angra dos Reis, promovida pelo pacato professor Fábio Coutinho, viúvo e pai de dois filhos, que levou consigo um grupo de alunos. Mas uma falha faz com que o barco desvie de sua rota e vá parar numa ilha desconhecida e distante.
Dados como mortos, eles passam alguns meses perdidos e a convivência faz com que nasça um amor tempestuoso entre Jô e Fábio, que passam a viver, feito cão e gato, um tumultuado romance que percorre toda a trama – apesar das armações de Gláucia, a irmã invejosa de Jô, e de Paula, ex-noiva de Fábio ainda apaixonada por ele.

## Elenco
| Ator / Atriz          | Personagem                                     |
| --------------------- | ---------------------------------------------- |
| Eva Wilma             | Joana Penteado (Jô Penteado)                   |
| Carlos Zara           | Professor Fábio Coutinho                       |
| Jussara Freire        | Gláucia Brandão Penteado                       |
| Newton Prado          | Horácio Penteado                               |
| Lia de Aguiar         | Ester Brandão Penteado                         |
| Edney Giovenazzi      | Vitório Braga Galhardi / Conde de Parma        |
| Kate Hansen           | Paula                                          |
| Edgard Franco         | Maurício Moraes                                |
| Elizabeth Hartmann    | Tereza Penaforte (Tetê)                        |
| Luiz Carlos de Moraes | Gustavo Penaforte (Gugu)                       |
| Geraldo del Rey       | Rafael Benavente                               |
| Nádia Lippi           | Bárbara Penaforte (Babi)                       |
| Paulo Figueiredo      | José Mário Braga (Zé Mário / Braguinha)        |
| Analu Graci           | Lenita Brandão Penteado                        |
| Carlos Nunes          | Ernani                                         |
| Wanda Stefânia        | Ivete                                          |
| Nélson Caruso         | Antônio Duarte (Tony Duarte) / falso Braguinha |
| Yolanda Cardoso       | Maria da Conceição da Silva (Ceição)           |
| Ivan Mesquita         | Oscar da Silva                                 |
| Carminha Brandão      | Ofélia                                         |
| Paulo Padilha         | Martim                                         |
| Leonor Navarro        | Dona Sinhá Penaforte                           |
| Léa Camargo           | Doralice                                       |
| João Signorelli       | Tito                                           |
| Rachel Martins        | Zazá                                           |
| Arnaldo Weiss         | Vicente                                        |
| Norah Fontes          | Televina                                       |
| Carmem Marinho        | Graziela                                       |
| Aldo César            | Padre Aurélio                                  |
| Wilma de Aguiar       | Olga                                           |
| Felipe Donavan        | Giovanni                                       |
| Douglas Mazzola       | Carlos Coutinho (Cuca)                         |
| Dimitri Orrico        | Alexandre (Xande)                              |
| Suzy Camacho          | Sueli                                          |
| Haroldo Botta         | Renato (Nanato)                                |
| Ana Luíza Lancaster   | Adriana Coutinho                               |
| João Luiz             | Cecílio (Cecéu)                                |
| Janice Barreto        | Vera Lúcia (Verinha)                           |
| Cuberos Neto          |                                                |
| Geny Prado            |                                                |
| José Coutinho         |                                                |
| José Parisi Júnior    | Mauro                                          |
| Márcia Rita Huri      |                                                |
| Muíbo César Cury      |                                                |
| Rildo Gonçalves       |                                                |
| Silvio Francisco      | Zé Bento                                       |
| Tyhana Perckle        |                                                |
| Zéluiz Pinho          | Benjamin                                       |

## Trilha sonora
1. "Don't Let Me Cry" - Mark Davis - Fábio Junior  -  (tema de Jô e Fábio)
2. "Sempre" - Willis (tema de Fábio)
3. "Papillon" - Il Guardiano Del Faro (tema de Horácio)
4. "Caminho da Paz" - Dudu França (tema de Tony)
5. "If You Let Me Go" - Jeffrey (tema de Lenita)
6. "Por Que Tudo Começou?" - Mariney (tema de Ester)
7. "Tema de Abertura" - César Camargo Mariano
8. "Quarto Fechado" - Ronnie Von (tema de Jô)
9. "Shadows" - Demis Roussos (tema de Gláucia)
10. "Procuro Por Você (Yours Until Tomorrow)" - Tony (tema de Babi)
11. "Miss Mirian Said No" - Mr. Charlie (tema de Ofélia)
12. "Só Nós Dois" - Bruno Paulli (tema de Tereza e Gustavo)
13. "Tema de Jô" - César Camargo Mariano

- Sonoplastia: José Moura
- Direção de produção: Cayon Gadia

## Versões
Em 1985, teve um remake produzido pela Rede Globo com o título A Gata Comeu, repetindo o sucesso da novela original.
Em agosto de 2016, a TV Globo planejou um remake da trama, que estrearia em 2018 e seria escrita por Antonio Calmon, porém a mesma foi cancelada em janeiro de 2017.